# Cora Agnes Benneson
Cora Agnes Benneson (10 juin 1851 - 8 juin 1919) est une avocate, conférencière et écrivaine américaine. Elle est l'une des premières femmes à pratiquer le droit en Nouvelle-Angleterre. Elle est élevée à Quincy, dans l'Illinois, par des parents impliqués dans la politique locale, l'organisation religieuse et la philanthropie ; ses parents invitaient régulièrement des hôtes de marque chez eux, notamment les écrivains et philosophes Amos Bronson Alcott et Ralph Waldo Emerson. Benneson commence ses études universitaires en 1875 à l'université du Michigan, où elle obtient une licence en arts en 1878, une licence en droit en 1880 et une maîtrise en arts en 1883. Après avoir obtenu sa maîtrise, elle est admise aux barreaux de l'Illinois et du Michigan.
De 1883 à 1885, elle voyage dans le monde entier pour se former sur les cultures juridiques, et en particulier sur la manière dont elles affectent les femmes ; cependant, elle a souvent adopté une vision nativiste et raciste ou stéréotypée de ces cultures. À son retour aux États-Unis, Cora Benneson entreprend une tournée de conférences dans tout le pays pour parler de ses voyages et de ses observations. En 1886, elle travaille brièvement comme rédactrice des rapports juridiques de West Publishing avant d'accepter une bourse d'histoire au collège Bryn Mawr sous la direction du professeur Woodrow Wilson.
En 1888, elle s'installe à Boston et ouvre un cabinet d'avocats tout en continuant à écrire et à donner des conférences. Elle est autorisée à pratiquer le droit dans le Massachusetts en 1894 et est nommée commissaire spéciale à la Chambre du Conseil par le gouverneur du Massachusetts, Frederic T. Greenhalge, en 1895. Membre de diverses organisations, Cora Benneson est nommée membre de l'Association américaine pour l'avancement des sciences en 1899 et élue secrétaire de sa section des sciences sociales et économiques en 1900. En 1918, elle se consacre à l'ouverture d'une école pour l'« américanisation des étrangers ». Elle meurt à l'âge de 67 ans, la veille de la remise de son diplôme pour l'ouverture de l'école. 